# Giulia Albanese
Giulia Albanese (Venezia, 26 febbraio 1975) è una storica italiana.
Laureatasi in storia presso l'Università Ca' Foscari Venezia, ha in seguito collaborato (2005) come research assistant presso l'Istituto universitario europeo. Ha partecipato alla redazione dell'Annale 2001 della Società Italiana per lo Studio della Storia Contemporanea (SISSCO). Dal 2000 è Consigliera del Direttivo dell'Istituto veneziano per la Storia della Resistenza e della Società Contemporanea. Attualmente è professoressa ordinaria presso l'Università di Padova.

## Principali ambiti di indagine culturale
Ha studiato particolarmente la crisi del liberalismo, e la conseguente violenza politica scatenatasi negli anni venti in Italia. Le sue ricerche hanno tuttavia abbracciato anche la Resistenza italiana ed il Primo Maggio in Europa.

## Opere

### Libri
- La maison de l'Italie. Storia della residenza italiana alla Cité Universitaire di Parigi, Milano, FrancoAngeli, 2004.
- Alle origini del fascismo. La violenza politica a Venezia 1919-1922, Padova, Il Poligrafo, 2001.
- La marcia su Roma, Roma-Bari, Laterza, 2006[4]
- Pietro Marsich, Padova, Cierre, 2003[5]
- Con Marco Borghi, Memoria resistente. La lotta partigiana a Venezia e provincia nel ricordo dei protagonisti. Con CD-ROM Nuova Dimensione 2005, ISBN 978-88-89100257
- Dittature mediterranee. Sovversioni fasciste e colpi di stato in Italia, Spagna e Portogallo, Laterza, 2016.

### Curatele
- Con Marco Borghi, Memoria resistente. La lotta partigiana a Venezia e provincia nel ricordo dei protagonisti, Nuovadimensione, Portogruaro 2005
- Con Marco Borghi, Nella resistenza. Vecchi e giovani a Venezia sessant'anni dopo, Nuovadimensione, Portogruaro 2004
- Il fascismo italiano. Storia e interpretazioni, Carocci, 2021.
- Con Lucia Ceci, I luoghi del fascismo. Memoria, politica, rimozione, Viella, 2022.

### Articoli
- Violenza politica e origini del fascismo. Un percorso di ricerca, in Gli storici si raccontano. Tre generazioni tra revisioni e revisionismi, a cura di Angelo d'Orsi con Filomena Pompa, Manifestolibri, Roma 2005, pp. 269–277
- Un laboratorio per la nuova Italia, in Roma 1944-45: una stagione di speranze. L'Annale Irsifar, FrancoAngeli, Milano 2005, pp. 93–102
- La crisi dello stato liberale e le origini del fascismo attraverso alcuni recenti studi. Una riflessione, in «Studi Storici», n. 2, aprile-giugno 2004, anno 45, pp. 601–608
- Dire violenza, fare violenza. Espressione, minaccia, occultamento e pratica della violenza durante la marcia su Roma, in «Memoria e ricerca», n. 13, maggio-agosto 2003, pp. 51–68